# Scarabaeus funebris
Scarabaeus funebris là một loài bọ cánh cứng trong họ Bọ hung (Scarabaeidae).